# Edward J. Flynn
Edward Joseph Flynn (* 22. September 1891 in New York City; † 18. August 1953 in Dublin) war ein US-amerikanischer Politiker und von 1940 bis 1943 Vorsitzender des Democratic National Committee, der Parteiorganisation der US-Demokraten.
Der in der Bronx geborene Edward Flynn machte 1912 seinen Jura-Abschluss an der Fordham University und wurde im folgenden Jahr in die Anwaltskammer aufgenommen. Zwischen 1913 und 1953 war er mit verschiedenen Partnern als selbstständiger Rechtsanwalt tätig.
Von 1918 bis 1921 gehörte er als Vertreter des Bronx County dem Repräsentantenhaus des Staates New York an. In der Folge war er Sheriff des Bronx County von 1922 bis 1925, Kämmerer von New York City zwischen 1926 und 1928 und Secretary of State des Bundesstaates von 1929 bis 1939 sowie Bundesbeauftragter für die Weltausstellung des Jahres 1939 in New York.
Flynn stand dem Exekutivkomitee seiner Partei in der Bronx von 1922 bis 1953 vor. Er nahm an sämtlichen Democratic National Conventions von 1924 bis 1952 teil und gehörte von 1930 bis 1953 dem Democratic National Committee an, als dessen Chairman er zwischen 1940 und 1943 fungierte. Er legte dieses Amt nieder, nachdem ihn US-Präsident Franklin D. Roosevelt zum Gesandten in Australien ernannt hatte; jedoch bestätigte der US-Senat diese Berufung nicht.
Stattdessen begleitete Flynn den Präsidenten zur Konferenz von Jalta. Als diese beendet war, blieb er zunächst in Europa und führte Missionen in Roosevelts Auftrag aus. Nach dessen Tod kehrte er in die USA zurück, wo er zu den treibenden Kräften bei der Wiederwahl von Roosevelts Nachfolger Harry S. Truman im Jahr 1948 gehörte. Er starb 1953 während eines Besuchs in Irland.